# Dommartin-lès-Vallois
Dommartin-lès-Vallois ist eine französische Gemeinde mit 52 Einwohnern (Stand: 1. Januar 2022) im Département Vosges in der Region Grand Est. Sie gehört zum Arrondissement Neufchâteau und zum Kanton Darney. Die Bewohner werden Dommartinois und Dommartinoises genannt.

## Geografie

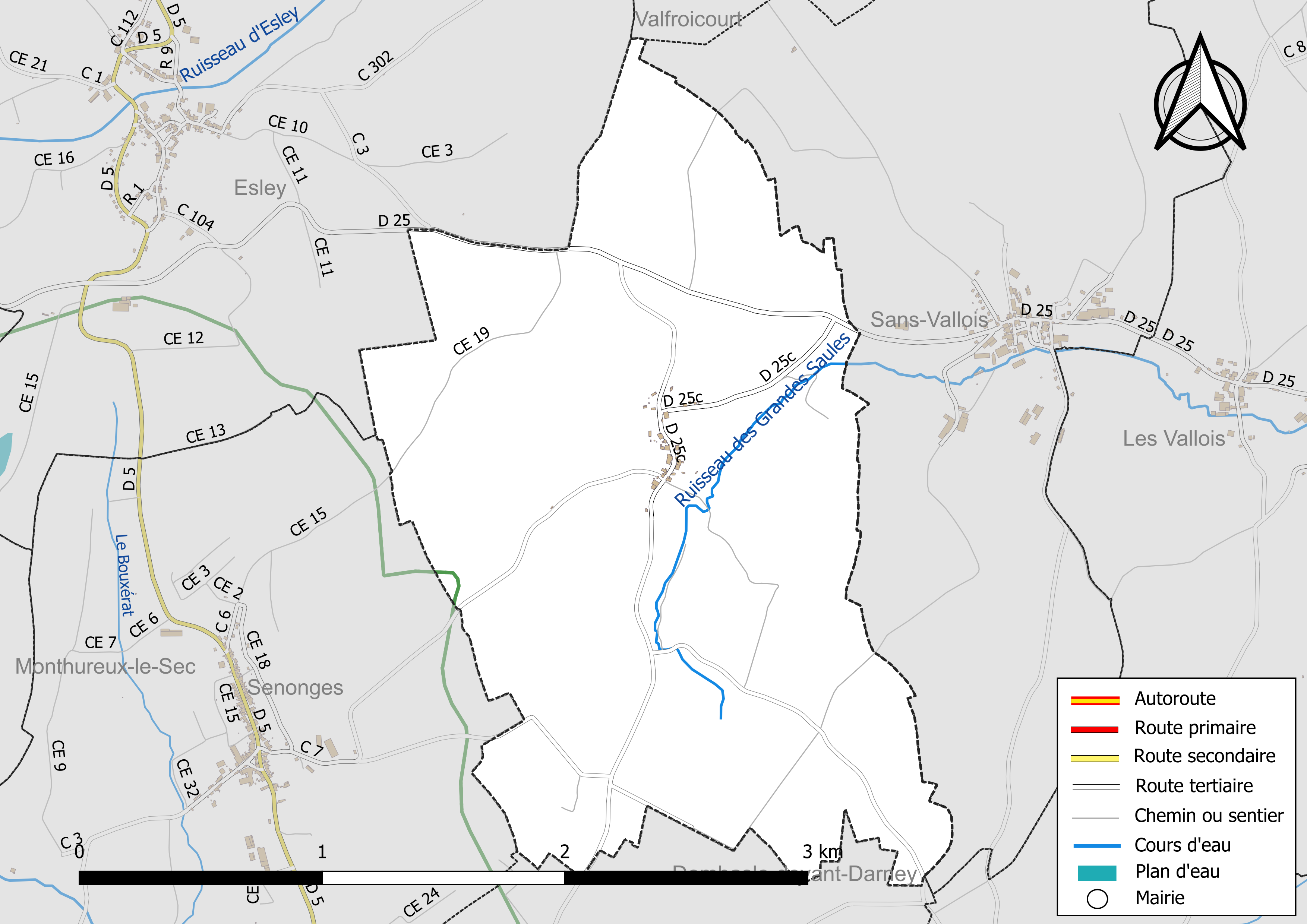
Gewässer und Straßen der Gemeinde

Dommartin-lès-Vallois liegt ca. zwölf Kilometer südöstlich von Vittel in einem Seitental des Flusses Madon. Die Gemeinde liegt teilweise im Einzugsgebiet des Rheins und teilweise im Einzugsgebiet der Rhone. Sie wird vom Ruisseau des Grandes Saules entwässert.
Umgeben wird Dommartin-lès-Vallois von den Nachbargemeinden Valfroicourt im Norden, Sans-Vallois im Osten, Dombasle-devant-Darney im Süden, Senonges im Südwesten sowie Esley im Nordwesten.

## Geschichte
Die Gemeinde wurde im Jahr 1051 erstmals urkundlich erwähnt.

## Bevölkerungsentwicklung

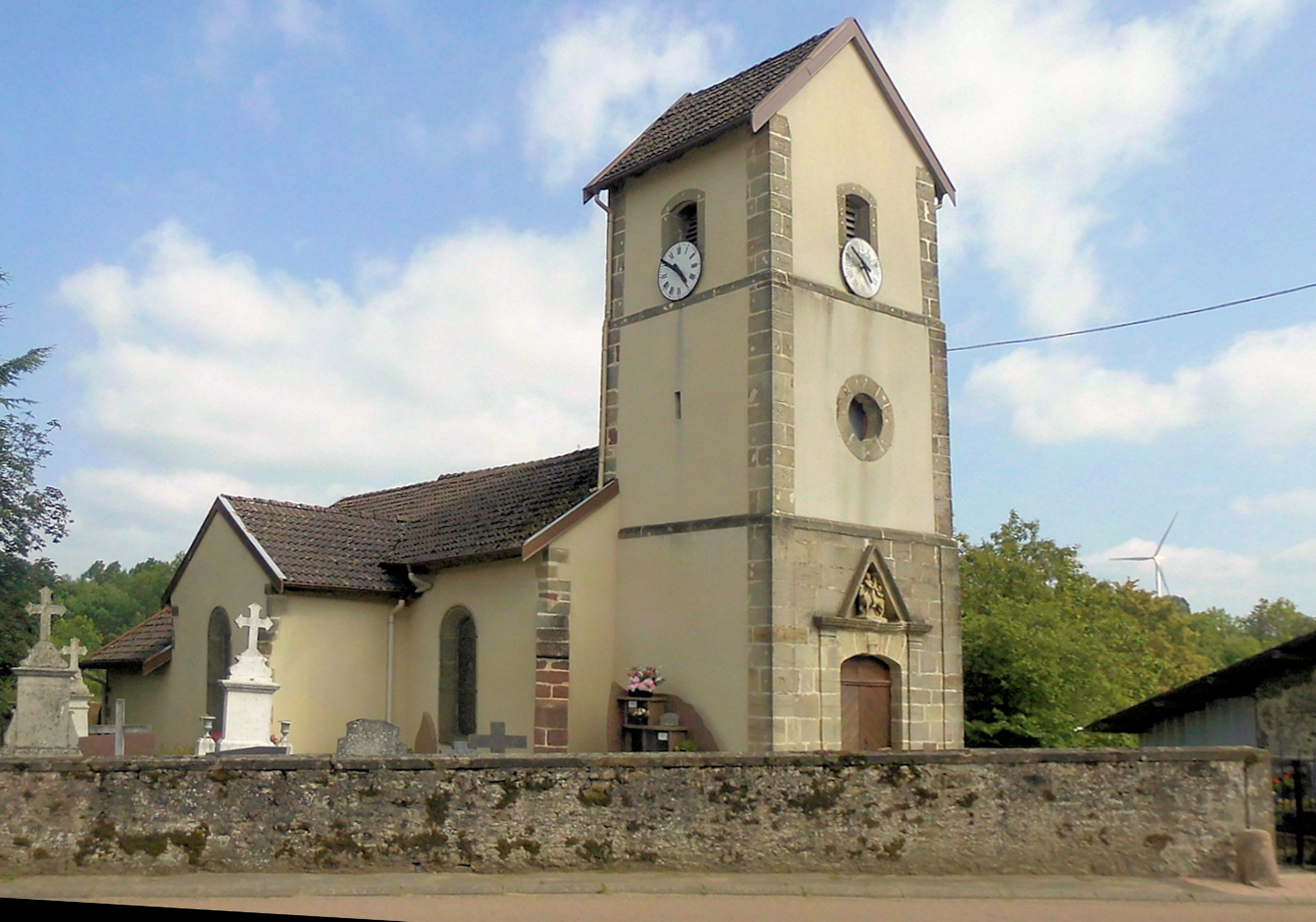
Kirche Saint-Martin

| Dommartin-lès-Vallois: Einwohnerzahlen von 1793 bis 2016                                                                   | Dommartin-lès-Vallois: Einwohnerzahlen von 1793 bis 2016 | Dommartin-lès-Vallois: Einwohnerzahlen von 1793 bis 2016 | Dommartin-lès-Vallois: Einwohnerzahlen von 1793 bis 2016 | Dommartin-lès-Vallois: Einwohnerzahlen von 1793 bis 2016 |
| --- | -------------------------------------------------------- | -------------------------------------------------------- | -------------------------------------------------------- | -------------------------------------------------------- |
| Jahr |                                                          |                                                          |                                                          | Einwohner                                                |
| 1793 | 1793                                                     |                                                          | 108                                                      | 108                                                      |
| 1800 | 1800                                                     |                                                          | 94                                                       | 94                                                       |
| 1806 | 1806                                                     |                                                          | 91                                                       | 91                                                       |
| 1821 | 1821                                                     |                                                          | 87                                                       | 87                                                       |
| 1831 | 1831                                                     |                                                          | 84                                                       | 84                                                       |
| 1836 | 1836                                                     |                                                          | 79                                                       | 79                                                       |
| 1841 | 1841                                                     |                                                          | 82                                                       | 82                                                       |
| 1846 | 1846                                                     |                                                          | 75                                                       | 75                                                       |
| 1856 | 1856                                                     |                                                          | 84                                                       | 84                                                       |
| 1861 | 1861                                                     |                                                          | 87                                                       | 87                                                       |
| 1866 | 1866                                                     |                                                          | 77                                                       | 77                                                       |
| 1876 | 1876                                                     |                                                          | 80                                                       | 80                                                       |
| 1881 | 1881                                                     |                                                          | 78                                                       | 78                                                       |
| 1886 | 1886                                                     |                                                          | 60                                                       | 60                                                       |
| 1891 | 1891                                                     |                                                          | 73                                                       | 73                                                       |
| 1896 | 1896                                                     |                                                          | 72                                                       | 72                                                       |
| 1901 | 1901                                                     |                                                          | 79                                                       | 79                                                       |
| 1906 | 1906                                                     |                                                          | 79                                                       | 79                                                       |
| 1911 | 1911                                                     |                                                          | 69                                                       | 69                                                       |
| 1921 | 1921                                                     |                                                          | 67                                                       | 67                                                       |
| 1926 | 1926                                                     |                                                          | 50                                                       | 50                                                       |
| 1931 | 1931                                                     |                                                          | 61                                                       | 61                                                       |
| 1936 | 1936                                                     |                                                          | 53                                                       | 53                                                       |
| 1946 | 1946                                                     |                                                          | 49                                                       | 49                                                       |
| 1954 | 1954                                                     |                                                          | 56                                                       | 56                                                       |
| 1962 | 1962                                                     |                                                          | 48                                                       | 48                                                       |
| 1968 | 1968                                                     |                                                          | 50                                                       | 50                                                       |
| 1975 | 1975                                                     |                                                          | 51                                                       | 51                                                       |
| 1982 | 1982                                                     |                                                          | 41                                                       | 41                                                       |
| 1990 | 1990                                                     |                                                          | 41                                                       | 41                                                       |
| 1999 | 1999                                                     |                                                          | 66                                                       | 66                                                       |
| 2006 | 2006                                                     |                                                          | 56                                                       | 56                                                       |
| 2011 | 2011                                                     |                                                          | 56                                                       | 56                                                       |
| 2016 | 2016                                                     |                                                          | 57                                                       | 57                                                       |
| Quelle(n): EHESS/Cassini bis 1999, INSEE ab 2006 Anmerkung(en): Ab 1962 offizielle Zahlen ohne Einwohner mit Zweitwohnsitz |                                                          |                                                          |                                                          |                                                          |

## Sehenswürdigkeiten
- Kirche Saint-Martin